# Ланча 2000
Ланча 2000 е италиански автомобил, един от последните автомобили проектиран преди поглъщането на компанията от Фиат. Автомобилът е наслесник на Ланча Флавия.

## История
Автомобилът притежава характерните черти на своите предшественици – Ланча Флавия и Ланча Аурелия. Автомобилът е пуснат на пазара през 1971 година. Технечиски автомобилът е идентичен с втората серия на Ланча Флавия. Ланча 2000 е оформен като класически седан и има редица подобрения. Боксерът на Ланча е подобрен и е увеличен с няколко конски сили. Трансмисията на автомобила е подобрена и е доставена от ZF. Освен че автомобилът е във високия клас, той притежава и спортни качества. Пример за това е Ланча 2000 купе, която е дело на Пининфарина.